# José Cardero

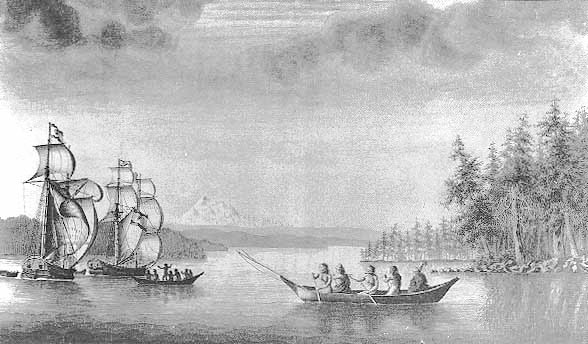
Le navi Sutil e Mexicana durante la spedizione di Galiano del 1792. Disegno fatto da Cardero, il quale partecipò in qualità di cartografo ed artista

José Cardero, noto anche come Josef Cardero (Écija, 1766 – dopo il 1811), è stato un disegnatore e artista spagnolo.

## Biografia
Viene ricordato soprattutto per il contributo dato alla  spedizione di Alessandro Malaspina e a quella collegata di Dionisio Alcalá Galiano. Nel corso del viaggio di Galiano, in Canale di Cordero fu chiamato così in suo onore. Altri luoghi della Columbia Britannica presero da lui il nome, tra cui Dibuxante Point ("dibuxante" è il termine spagnolo per "disegnatore").
Non si conosce nulla della vita di Cardero prima della partenza con Malaspina del 1789. Era un membro dell'equipaggio della Descubierta, la corvetta di Malaspina, forse come servitore. Dimostrò subito una certa attitudine per il disegno e, dopo che Juan del Pozo Bauzá, uno degli artisti ufficiali, fu sbarcato in Perù, Cardero iniziò a produrre disegni con continuità. Nel 1791, mentre la spedizione si trovava ad Acapulco in Nuova Spagna, Cardero fu nominato ufficialmente cartografo ed artista della spedizione.
Salpò con Malaspina verso l'Alaska, dove produsse numerosi disegni dei Tlingit. Dopo il ritorno in Messico, Malaspina lo assegnò come artista alla spedizione di Galiano e Cayetano Valdés, entrambi ufficiali di Malaspina cui erano state assegnate navi ed obbiettivi per l'esplorazione dello Stretto di Georgia. Cardero salpò sulla nave di Valdés, la Mexicana, nel 1792. Durante il viaggio ebbe l'opportunità di incontrare e collaborare con George Vancouver, il quale stava esplorando lo stretto di Georgia per conto dei britannici. Entrambe le spedizioni partirono nei pressi dell'Isola di Vancouver.
Tra i doveri di Cardero nella spedizione di Galiano c'era quello di far parte dei gruppi di esplorazione. Dopo il viaggio, molti disegni di Cardero furono copiati e migliorati da altri artisti, soprattutto da Fernando Brambila a Madrid. Brambila, che non aveva mai visitato il Pacifico nord-occidentale, produsse opere di grande qualità aggiungendo talvolta dettagli non realistici.
Dopo il termine della spedizione di Galiano, Cardero tornò in Spagna lavorando per breve tempo con Valdés e Malaspina. Nel 1795 fu ricollocato come Ragioniere della Marina Spagnola, e spedito a Cadice. Il suo nome appare sulla lista degli ufficiali della marina tra il 1797 ed il 1811, dopodiché il suo nome non viene più citato in nessuna fonte conosciuta. Non si conosce neanche il motivo per cui il suo nome fu rimosso dalla lista del 1811.

## Retaggio
Il canale di Cordero, originariamente Canal de Cardero, ricorda Jose Cardero. Cardero Street, a West End (Vancouver) prende il nome dal canale, e quindi indirettamente da Jose Cardero.